# Biblioteca universale sacro-profana
Biblioteca universale sacro-profana – niedokończona encyklopedia w języku włoskim autorstwa kosmografa Rzeczypospolitej Weneckiej i kartografa Vincenzo Marii Coronellego. Jedna z pierwszych encyklopedii powszechnych w układzie alfabetycznym. 
Planowana na 45 tomów z 300.000 haseł. Wedle zakreślonego przez autora planu, tomy 1–39 miały zawierać hasła w układzie alfabetycznym, tomy 40–41 – uzupełnienia, tom 42 – poprawki i erratę, tom 43 – indeks do całości, tom 44 – indeks przedmiotowy, tom 45 – indeks w językach obcych. Drukiem wyszło jednak tylko 7 tomów (do hasła „Caque“). Litery A i B zawierają łącznie 30 269 haseł. Każdy tom jest dedykowany innej osobie, m.in. papieżowi, doży weneckiemu, królowi Hiszpanii.
Autor pracował nad dziełem około 30 lat. Sporządzono do planowanego wydania oddzielne tablice rycin. Wartość merytoryczna encyklopedii jest bardzo nierówna – to kompilacja, zawierająca wiele błędów i nieścisłości. Jej znaczenie polega na tym, że była to jedna z pierwszych wielkich encyklopedii alfabetycznych i encyklopedii w języku narodowym.
Dzieło Coronellego łączyło cechy encyklopedii i słownika językowego. Artykuły w każdym tomie są numerowane; każdy z tomów zawiera również indeks przedmiotowy, liczący od 28 do 48 stron. 
Biblioteca universale jest dziś rzadkością bibliofilską. Niewiele europejskich bibliotek posiada komplet wydanych tomów. W Polsce jedyny egzemplarz znajduje się w Bibliotece Zakładu Narodowego im. Ossolińskich we Wrocławiu (niekompletny – jedynie t. 1–5).

## Opis bibliograficzny
- Biblioteca universale sacro-profana, antico-moderna, in cui si spiega con ordine alfabetico ogni voce, anco straniera, che può avere significato nel nostro idioma italiano, appartenente a' qualunque materia.Tomo primo A - AE.Autore Fra' Vincenzo Coronelli minor conventuale di San Francesco Cosmografo della Serenissima Repubblica. In Venezia, a spese di Antonio Tivani, 1701, str. [26], 44, szp. 1628, str. [1].
- Biblioteca universale sacro-profana, antico-moderna, in cui si spiega con ordine alfabetico ogni voce, anco straniera, che può avere significato nel nostro idioma italiano, appartenente a' qualunque materia. Tomo secondo AF - AL. Autore Fra' Vincenzo Coronelli Ministro Generale LXXVIII doppo 'l P. San Francesco di tutto 'l serafico suo Ordine de minori conv. Cosmografo della Serenissima Republica. In Venezia, a spese di Antonio Tivani, 1702, str. [10], 36, szp.1246.
- Biblioteca universale sacro-profana, antico-moderna, in cui si spiega con ordine alfabetico ogni voce, anco straniera, che può avere significato nel nostro idioma italiano, appartenente a' qualunque materia. Tomo terzo AM - AO. Autore Fra' Vincenzo Coronelli Ministro Generale LXXVIII doppo 'l P. San Francesco di tutto 'l serafico suo Ordine de minori conv. Cosmografo della Serenissima Republica. In Venezia, a spese di Antonio Tivani, 1703, str. [10], 32, szp. 1444.
- Biblioteca universale sacro-profana, antico-moderna, in cui si spiega con ordine alfabetico ogni voce, anco straniera, che può avere significato nel nostro idioma italiano, appartenente a' qualunque materia. Tomo quarto AP - AZ. Autore Fra' Vincenzo Coronelli Ministro Generale LXXVIII doppo 'l P. San Francesco di tutto 'l serafico suo Ordine de minori conv. Cosmografo della Serenissima Republica. In Venezia, a spese di Antonio Tivani, 1703. str.  [14], 48, szp. 1830.
- Biblioteca universale sacro-profana, antico-moderna, in cui si spiega con ordine alfabetico ogni voce, anco straniera, che può avere significato nel nostro idioma italiano, appartenente a' qualunque materia. Tomo quinto BA - BN. Autore Fra' Vincenzo Coronelli Ministro Generale LXXVIII doppo 'l P. San Francesco di tutto 'l serafico suo Ordine de minori conv. Cosmografo della Serenissima Republica. In Venezia, a spese di Antonio Tivani, 1704. str. [10], 36, szp. 1432, str. [11].
- Biblioteca universale sacro-profana, antico-moderna, in cui si spiega con ordine alfabetico ogni voce, anco straniera, che può avere significato nel nostro idioma italiano, appartenente a' qualunque materia. Tomo Sesto BI - BZ. Dedicato alla Serenissima Repubblica di Genova dall'autore Fra' Vincenzo Coronelli, Ministro Generale LXXVIII dopo 'l Padre San Francesco di tutto 'l serafico suo Ordine de' minori conv. Cosmografo Pubblico. In Venezia, a spese dell'Accademia degli Argonauti, Stampato da Gio. Battista Tramontin a San Rocco, 1706, str. [8], 28, szp. 1638.
- Biblioteca universale, sacro-profana, antico-moderna, o sia Gran Dizzionario, diviso in tomi quarantacinque, ne' quali spiegasi con ordine alfabetico ogni voce anche straniera che può avere significato nel nostro idioma italiano, appartenente a qualunque materia. Tomo settimo. Coll'aggionta d'altri X tomi figurati, già pubblicati, parimente in ugual foglio, rappresentanti in stampe di rame le singolarità, descritte nella stessa Biblioteca, che distribuisconsi uniti, o separati, a piacimento d'ogn'uno. Autore il P. Cosmografo Coronelli, ex-Generale LXXVIII della serafica sua Religione de' minori c. dopo S. Francesco. B.m.r. [Venezia, ok. 1707], str. [8], szp. 1408.